# A7 (Kroatië)
De A7 is een snelweg gelegen in Kroatië. De weg is op dit moment nog niet volledig voltooid, maar in de toekomst moet de weg volledig als snelweg te berijden zijn. Hij loopt van de Sloveense grens tot Rijeka. De bedoeling is dat hij in de toekomst tot de A1 bij Lika loopt.
De A7 is onderdeel van de Adriatisch-Ionische autosnelweg. Deze toekomstige autosnelweg zal vanaf Triëst in Italië langs de oostkust van de Adriatische en Ionische Zee naar Kalamáta in het zuiden van Griekenland lopen.
A1 · A2 · A3 · A4 · A5 · A6 · A7 · A8 · A9 · A10 · A11 · A12 · A13